# Nick Aldis
Nicholas Aldis (* 6. November 1986 in Docking, Norfolk, England) ist ein englischer Wrestler, der derzeit bei World Wrestling Entertainment unter Vertrag steht, wo er als Produzent arbeitet und die Rolle des General Managers von SmackDown ausübt. Unter dem Ringnamen Magnus stand er viele Jahre bei Total Nonstop Action Wrestling (TNA) unter Vertrag, wo er die TNA World Heavyweight Championship gewann. 2017 wechselte er zur National Wrestling Alliance (NWA), wo er die NWA World Heavyweight Championship in seiner zweiten Regentschaft 1043 Tage halten konnte.

## Biografie

### Total Nonstop Action Wrestling (2008–2015)
Am 11. November 2008 unterzeichnete Aldis einen Vertrag bei Total Nonstop Action Wrestling. Er trat als moderner Gladiator auf. Als das Gladiatoren-Gimmick fallen gelassen worden war, bildete er mit Doug Williams und Rob Terry das Stable The British Invasion. Sie begannen eine Fehde gegen Team 3D. Bei der Impact Wrestling-Ausgabe vom 30 Juli. 2009 gewann er mit Doug Williams von Team 3D die IWGP Tag Team Championship, den Tag Team Titel der japanischen Promotion NJPW. Die Titel verloren sie wieder an Team 3D bei Bound for Glory am 18. Oktober 2009 in einem Four Way Full Metal Mayhem Tag Team Match, in dem auch die Main Event Mafia (Booker T und Scott Steiner) und Beer Money Inc. involviert waren. Im besagten Match standen neben der IWGP Tag Team Championship auch die TNA World Tag Team Championship auf dem Spiel. Den letzteren Titel konnten sie sich von der Main Event Mafia sichern. Die Titel verloren sie bei Genesis am 17. Januar 2010 an Hernandez und Matt Morgan. Für die Niederlage machten sie ihren Stable-Kollegen Rob Terry verantwortlich, sodass Terry das Stable am 18. Februar 2010 verließ. Am 21. März 2010 bei Destination X wurde er in Magnus umbenannt. Am 2. Februar 2012 wurde das Team getrennt.
Später bildete er mit Samoa Joe ein Tag Team. Am 12. Februar 2012 gewannen sie die TNA World Tag Team Championship. Die Titel verloren sie am 13. Mai 2012 an Christopher Daniels und Kazarian. A, 4. Juli 2013 schloss er sich der Main Event Mafia an, um gegen die  Aces & Eights zu fehden. Das Stable verließ er am 7. November 2013.
Bei der Impact Wrestling-Ausgabe vom 19. Dezember 2013, welche am 3. Dezember 2013 aufgezeichnet wurde, besiegte er im Finale eines Turniers, um die vakanten TNA World Heavyweight Championship Jeff Hardy, nachdem die TNA-General Managerin Dixie Carter in das Match eingriff. AJ Styles, der ebenfalls TNA World Heavyweight Champion war, da er den Titel, laut Storyline, mitnahm, als er TNA verließ, begann mit ihm eine Fehde, um den einzigen TNA World Heavyweight Champion zu bestimmen. Bei der Impact Wrestling-Ausgabe vom 9. Januar 2014 besiegte er AJ Styles in einem No Disqualification Match und vereinte beide TNA World Heavyweight Championships. Am 10. April 2014 verlor er seinen an Eric Young.
Nach seinem Titelverlust bildete er mit Bram ein Tag Team. Die beiden fehdeten gegen Willow und Abyss. Am 23. Januar 2015 gewann er einen Feast-or-Fired-Koffer. Bram beanspruchte den Koffer, da er der Meinung war, dass er ihm diesen stahl. Das Team zerbrach und die beiden begangen eine Fehde. Während der Fehde kehrte seine Verlobte Mickie James zurück und unterstützte ihn gegen Bram. Die Fehde endete in einem No Disqualification Match, in dem er sich gegen Bram durchsetzen konnte.
Nachdem er sich gegen Bram durchsetzen konnte, begann er eine Fehde gegen James Storm, da James Storm versucht hatte Mickie James in sein Stable The Revolution zu bekommen. Die Fehdete endete bei der Impact Wrestling-Ausgabe am 29. Juli 2015, die am 25. Juni 2016 aufgezeichnet wurde, in einem Mixed Tag Team Match, als er und Mickie James gegen James Storm und Serena gewannen. Am 29. Juni 2015 verließ er TNA.

### Global Force Wrestling (2015–2017)
Nach seinem Abgang von TNA, wechselte er zur neu gegründeten Wrestlingliga von Jeff Jarrett, wo er unter dem Ringnamen Nick Aldis antrat. Am 9. Juli gab er in einem Match, das er gegen Tomasso Ciampa gewann, sein Debüt für GFW. Am 23. Oktober 2015 besiegte er Bobby Roode im Finale eines Turniers um die GFW Global Championship und krönte sich zum ersten Titelträger.

### Rückkehr zu Impact Wrestling (2017)
Nachdem sich Total Nonstop Action Wrestling in Impact Wrestling umbenannte und Jeff Jarrett als Berater zurückkehrte, und Impact Wrestling mit Global Force Wrestling fusioniert hatte, kehrte auch Nick Aldis zu seiner alten Liga zurück. Bei der Impact Wrestling-Ausgabe vom 6. April 2017 feierte Aldis als Magnus mit seiner GFW Global Championship seine Rückkehr zu Impact Wrestling, als er sich als viertes Mitglied Team Borash anschloss. Bei der Impact Wrestling-Ausgabe vom 13. April 2017 konnte er für Team Borash den siegreichen Pinfall holen. Bei der Impact Wrestling-Ausgabe vom 11. Mai 2017, welche am 22. April aufgezeichnet wurde, verlor er seine GFW Global Championship an Alberto El Patrón, womit seine 547-tägige Regentschaft als Champion endete.

### National Wrestling Alliance (2017–2023)
Am 23. September 2017 gab Aldis sein Debüt für Championship Wrestling von Hollywood gegen Will Roode. Später nach dem Match forderte Aldis Tim Storm für die NWA World Heavyweight Championship. Das Match fand am 12. November statt und Storm behielt den Titel. Am 9. Dezember besiegte Aldis Storm in einem Rückkampf bei CZW Cage of Death 19, um der neue NWA World Heavyweight Champion zu werden. Den Titel gab er wieder am 1. September 2018 an Cody ab, dem er bei dessen Independent Show All-in unterlegen war, bekam ihn aber bei 70th Anniversary Show der NWA am 21. Oktober 2018 wieder zurück. Er hielt den Titel knapp drei Jahre. Am 29. August 2021 verlor er den Titel an Trevor Murdoch.

### World Wrestling Entertainment (seit 2023)
Am 14. Oktober wurde Aldis bei einer Episode von SmackDown zum General Manager ernannt und hatte somit seinen ersten TV-Auftritt bei der WWE, wo er vorher seit August als Backstage Worker aktiv war.

### Außerhalb des Wrestlings
Aldis trat beim britischen American-Gladiators-Ableger "Gladiators" unter dem Namen Oblivion an.
Aldis ist seit dem 31. Dezember 2015 mit der Wrestlerin Mickie James verheiratet. Am 25. September 2014 kam ihr gemeinsamer Sohn auf die Welt.

## Titel und Auszeichnungen
- Global Force Wrestling

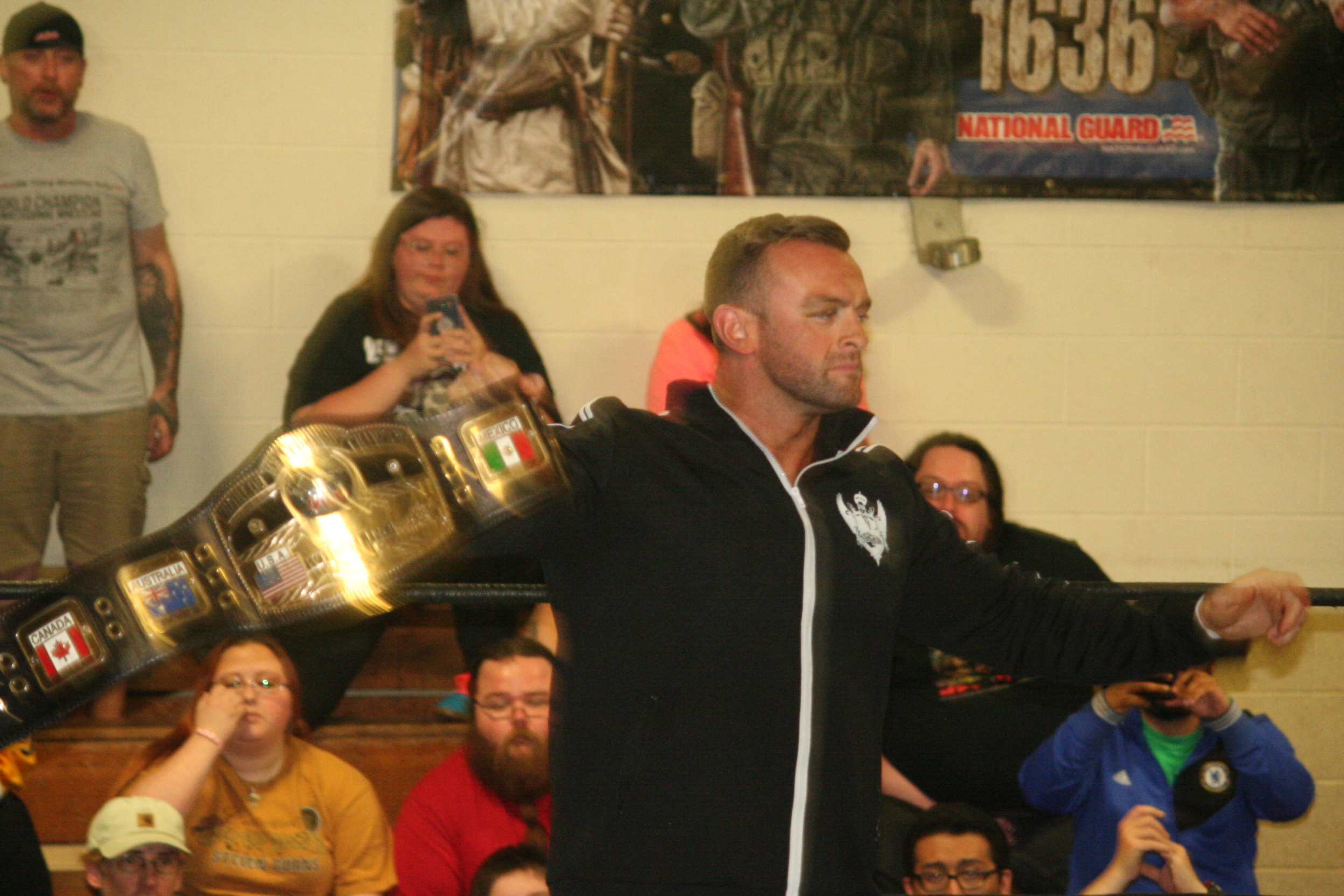
Nick Aldis hielt die NWA World Heavyweight Championship zweimal für insgesamt 1309 Tage

  - 1× GFW Global Champion (erster Titelträger)

- National Wrestling Alliance
  - 2× NWA World Heavyweight Champion

- New Japan Pro-Wrestling
  - 1× IWGP Tag Team Champion mit Doug Williams

- Pro Wrestling NOAH
  - 1× GHC Tag Team Champion mit Samoa Joe

- Ring Ka King
  - 1× RKK World Heavyweight Champion

- Total Nonstop Action Wrestling
  - 1× TNA World Heavyweight Champion
  - 2× TNA World Tag Team Champion jeweils 1× mit Doug Williams und Samoa Joe
  - 2011: Wild Card Tournament Sieger mit Samoa Joe
  - 2011: Xplosion Championship Challenge Sieger
  - 2015: Feast or Fired World Tag Team Championship Koffer Sieger
  - 2015: Global Impact Tournament Sieger mit Team International